# Bert von Zitzewitz
Bert von Zitzewitz (* 3. März 1958 in Karlshof, Ostholstein) ist ein ehemaliger deutscher Motocross- und Endurosportler.

## Sportlicher Werdegang
Erste Fahrversuche unternahm er bereits im Schulalter auf einer NSU Quickly. Über Kontakte seines im Motorradgeländesport erfolgreichen Vaters Volker zum schwäbischen Hersteller Maico erhielt er 1975 ein Vorserienmotorrad, um an Wettbewerben teilzunehmen. Im Jahr darauf nahm er unter anderem am Endlauf um den OMK-Pokal in Bad Karlshafen teil und errang den Tagessieg in der Klasse bis 250 cm³. 1977 beteiligte er sich mit einem Leihmotorrad von Maico an allen Läufen der Pokalserie und gewann diese. Daraufhin stattete ihn Maico ab 1978 mit einem Werksvertrag aus. Allerdings endete seine Premierensaison in der Deutschen Meisterschaft aufgrund von Verletzungen nur auf dem dritten Platz, 1979 wurde er aufgrund eines Sturzes im letzten Lauf nur Zweiter. 1980 und 1982 errang er den Meistertitel in seiner Klasse.  Nach der erneuten Insolvenz von Maico 1986 wechselte er zur folgenden Saison zu KTM und ging fortan erfolgreich in der Klasse bis 500 cm³ und ab 1991 über 500 cm³ (Viertakt) an den Start. In seiner Karriere wurde er insgesamt neunmal deutscher Meister und gewann zweimal die Championatswertung. Sein größter Einzelerfolg gelang ihm in der Saison 1990 mit einem zweiten Platz in der Klasse über 500 cm³ Viertakt in der neu eingeführten Enduro-Weltmeisterschaft.
Bert von Zitzewitz war ebenso mit der Mannschaft erfolgreich. 1978 nahm er erstmals als Mitglied einer Maico-Fabrikmannschaft an den prestigeträchtigen Six Days teil, auch 1979 war er Teil einer Maico-Mannschaft. Aufgrund seiner Leistungen wurde er für die 55. Internationale Sechstagefahrt 1980 im französischen Brioude als Fahrer für die bundesdeutsche Nationalmannschaft im Wettbewerb um die Silbervase nominiert und errang mit dieser den Sieg. Für die 1981 auf der italienischen Insel Elba durchgeführte 56. Internationale Sechstagefahrt wurde er ins Team im Wettbewerb um die World Trophy berufen, hier erreichte man in der Gesamtwertung den zweiten Platz hinter dem Gastgeber Italien. 1987 sowie 1989 bis 1993 war er wieder Mitglied der bundesdeutschen (bzw. ab 1991 der wieder gesamtdeutschen) World-Trophy-Mannschaft. Mit der ersten gesamtdeutschen Mannschaft seit 1939 erreichte er 1991 den zweiten Platz.
1993 beendete er mit Gewinn des Titels in der nationalen Enduro-Meisterschaft seine Motorsportkarriere.
Bert von Zitzewitz nimmt unregelmäßig bei sogenannten Classic-Enduro-Veranstaltungen teil. Im Jahr 2025 nahm er an der FIM Enduro Vintage Trophy, einer mehrtägigen Enduroveranstaltung in Anlehnung an die Internationalen Sechstagefahrten jedoch mit historischen Wettbewerbsmotorrädern, teil und errang dabei mit der deutschen Nationalmannschaft den Sieg.

## Privates
Bert von Zitzewitz lebt im ostholsteinischen Karlshof und betreibt dort seit 1988 ein Motorradgeschäft. Daneben gründete er 2000 das „Team BvZ Racing“ für Enduro- und Motocross-Fahrer, deren Leiter er ist. Sein Vater Volker (1934–2025), sein Bruder Dirk (* 1968) und sein Sohn Davide von Zitzewitz (* 1992) waren bzw. sind allesamt erfolgreiche Motorsportler.